# Viteză supersonică

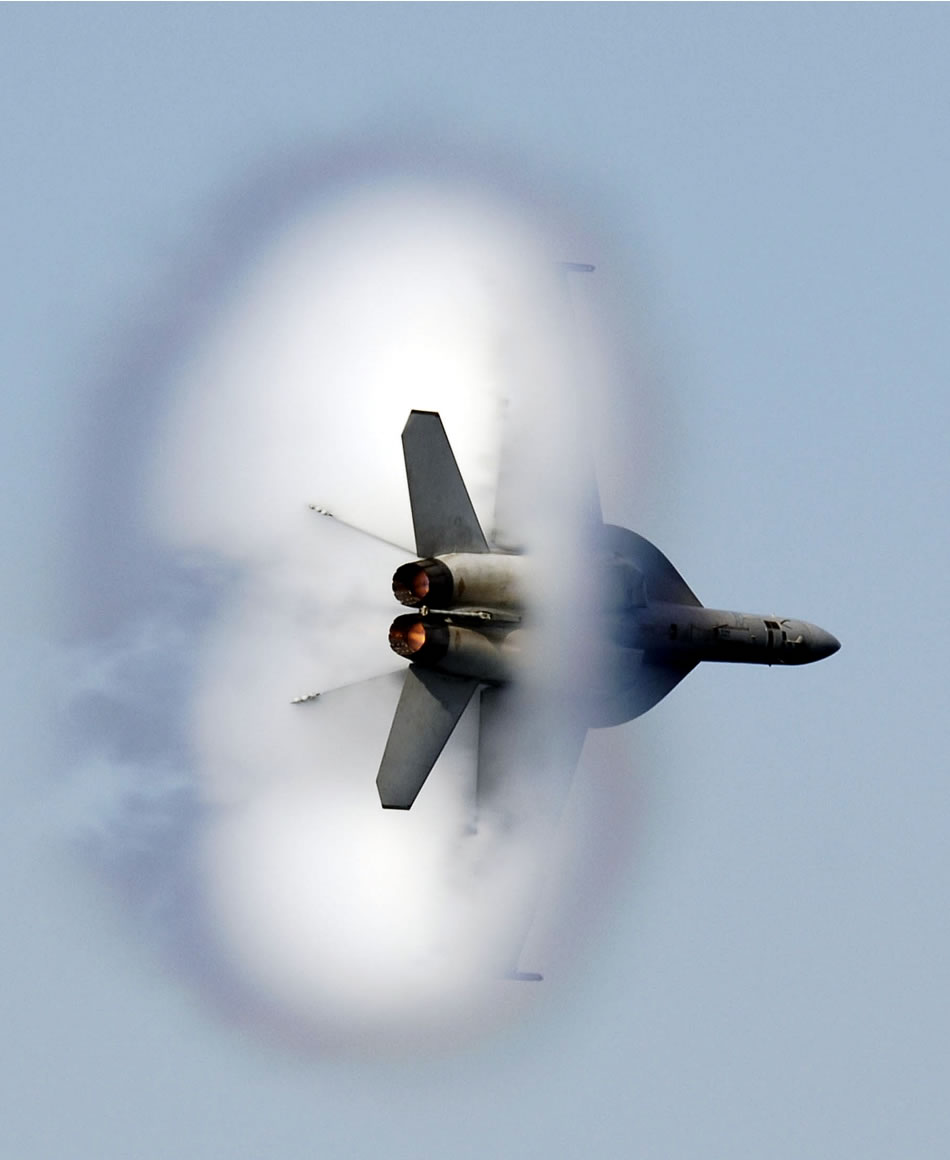
Un avion F/A-18E/F Super Hornet în zbor transsonic.

Viteză supersonică reprezintă orice viteză peste cea a sunetului (Mach 1), care înseamnă aproximativ 343 m/s sau 1,235 km/h în aer, la nivelul mării.